# Belships
Das norwegische Reedereiunternehmen Belships besteht seit 1918 und gilt als Wegbereiter der Schwergutschifffahrt. Heute beschäftigt sich die Reederei mit der Trocken- und Tankschifffahrt, sowie im Schiffsmanagement.

## Geschichte

### Gründungsjahre
1918 gründete Christen Smith, ein ehemaliger Offizier der norwegischen Marine, die Reederei Belships. Die ersten beiden Schiffsneubauten, Belgot und Belfri, wurden 1920 und 1921 abgeliefert, aber schon 1921 im Zuge der Schifffahrtskrise aufgelegt. Anfang der 1920er-Jahre stieg das Ladungsaufkommen an Lokomotiven und Eisenbahnwaggons aus Europa und den Vereinigten Staaten, die nach Südamerika und Asien verschifft wurden. Lokomotiven wurden seinerzeit nach dem Bau wieder in ihre Bestandteile zerlegt, um nach der Verschiffung über See im Bestimmungsland erneut wieder zusammengebaut zu werden. Das britische Unternehmen Armstrong, Whitworth & Company erhielt kurz nach dem Ende des Ersten Weltkriegs den Auftrag zur Lieferung von 200 schweren Tenderlokomotiven für die Belgische Staatsbahn. Smith überzeugte den Konzern von den Vorteilen der Verladung kompletter Lokomotiven und ließ daraufhin die beiden aufgelegten Schiffe Belgot und Belfri zu Schwergutschiffen mit zwei großen Luken und leistungsstarkem Ladegeschirr umbauen. Lokomotiven konnten auf diese Weise schon etwa einen Tag nach dem Anlandsetzen betriebsbereit sein. Smith hatte auf diese Weise ein neues Segment im Frachtenmarkt begründet.

### Die ersten Schwergutfrachter
Bald darauf erhielt Smith den Auftrag zur Verschiffung einer größeren Anzahl von Lokomotiven für das im Ausbau befindliche Eisenbahnnetz Britisch-Indiens. Er reiste zunächst nach Bombay, um die örtlichen Gegebenheiten zu untersuchen und orderte daraufhin den ersten eigens für den Schwerguttransport konstruierten Schiffsneubau bei der renommierten Newcastler Werft Armstrong, Whitworth & Company. Der Entwurf der Beldis, des weltweit ersten eigens entwickelten Schwergutschiffs, ging noch einen Schritt weiter als bei den Schiffen Belgot und Belfri: Es hatte drei Laderäume mit großen Luken und verstärkter Tankdecke, neun Schwergut-Ladebäume und acht Ladewinden. Mit einer Tragfähigkeit von 3400 Tonnen war es außerdem auf den Transport extrem schwerer oder besonders sperriger Ladungen an Deck vorbereitet.
Bis zum Ende des Jahrzehnts verfügte die Reederei über sechs neuerbaute Schwergutfrachter. Diese seinerzeit noch ohne vergleichbare Mitbewerber eingesetzte Flotte wurde zunehmend auch für andere als Eisenbahntransporte eingesetzt. So wurden beispielsweise auch Schwerguttransporte für die wachsende Erdölindustrie durchgeführt. Ein weiterer Vorteil war die Möglichkeit, Häfen ohne oder mit unzureichender Infrastruktur bedienen zu können.
In den 1930er-Jahren geriet die Reederei Christen Smith’s in der Folge der Weltwirtschaftskrise und der Kosten des Flottenausbaus in eine tiefe finanzielle Krise. Nach Restrukturierung und Kreditverhandlungen konnte das Unternehmen überleben, 1935 folgte die Umwandlung in die neugegründete Belships Company Limited Skibs-A/S, die zwei Jahre später an die Börse ging. Auf der Eignerseite stieg während des Umbaus die seit über einem Jahrhundert in der Schifffahrt involvierte Lorentzen-Familie in die Unternehmensführung ein.

### Zweiter Weltkrieg
Der Reedereigründer Christen Smith starb im Sommer 1940, noch vor dem Einmarsch deutscher Truppen in Norwegen. Auf Seiten der Alliierten waren die „Belships“ indessen von besonders großem Wert, da während der Kriegsjahre viele schwere Kriegsgüter transportiert werden mussten. Wie groß die Bedeutung war, lässt sich daran ermessen, dass der Begriff „Belship“ während der 1930er- und 1940er-Jahre im angelsächsischen Sprachraum zum Synonym für Schwergutschiffe wurde. Die Reederei musste nach Kriegsende mit den britischen Behörden darum streiten, den Gebrauch des Begriffs auf heavy lift ships zu ändern.

### Die Nachkriegsjahre bis zur Aufgabe der Schwergutfahrt
Die Aufbaujahre nach dem Krieg zeigten sich durch den weltweit großen Wiederaufbaubedarf auch für Belships als äußerst erfolgreich. Eines der Schiffe, die Belpamela ging 1947 im Atlantik verloren. Neue Schwergutschiffe wurden bestellt und der Koreakrieg verstärkte die Nachfrage Anfang der 1950er-Jahre ein weiteres Mal. Die Brüder Jørgen Johannes, Axel und Frithjof Lorentzen hatten die Unternehmensführung übernommen und änderten den Fokus der Belships-Reederei im Laufe der nächsten Jahre von Christen Smiths’ technischer Herangehensweise zu einem stärker marktorientierten Ansatz.
Im Laufe der 1960er-Jahre war ein Großteil des kriegsbedingten Wiederaufbaus fertiggestellt, wodurch sich eine Verringerung der Schwergut-Transportnachfrage abzeichnete. Weitere Faktoren, die den Transportbedarf weiter verringerten, waren mehr und mehr mit leistungsstärkerem Ladegeschirr wie Stülcken-Schwergut-Ladebäumen oder Kränen ausgestattete konventionelle Linienfrachtschiffe, sowie der von Protektionismus begleitete Aufbau eigener Flotten vieler neuer Nationalstaaten. Belships verkaufte 1972 sein letztes Schwergutschiff und verließ das Marktsegment, das es ein halbes Jahrhundert zuvor selbst geschaffen hatte.

### Neuausrichtung
Seit den 1960er-Jahren begann Belships seine Aktivitäten auf die Tank- und Trockenschifffahrt, sowie auf die Kühlschifffahrt und den Autotransport auszuweiten. Als die erste Ölkrise der frühen 1970er-Jahre die Schifffahrt traf, war man in der Trockenfahrt, besonders in der Holzfahrt, überwiegend aber auf den Betrieb großer Tanker fokussiert.
Nacheinander brachen sowohl der Tankermarkt, als auch der Bulkmarkt zusammen. Verschlimmert wurde die Krise für Belships durch eine Reihe von neugeorderten Schiffen, für die zu diesem Zeitpunkt keine Beschäftigung zu finden war. So wurde der 1975 gebaute Turbinentanker Belfri mit 311.000 Tonnen Tragfähigkeit nach fünfjähriger Charter zu billigen Raten zunächst aufgelegt und später verschrottet. Die Reederei stand vor der Entscheidung, das Geschäft mit Unterstützung des staatlichen Guarantee Institute for ships and drilling vessels weiterzuführen, oder den Verlust selber zu tragen. Man entschied sich für die letzteres, veräußerte eine Reihe von Schiffen zu einem Bruchteil des ehemaligen Wertes und zog sich wieder aus dem Tankergeschäft zurück.
Zum Ende der 1970er-Jahre besserten sich die Raten wieder. Belships begann eine Neuausrichtung auf Handysize-Massengutschiffe mit rund 35–40.000 Tonnen Tragfähigkeit und beteiligte sich nach den 1960er-Jahren erneut wieder im neu aufgelegten Western Bulk Carriers Pool. Darüber hinaus engagierte man sich mit einigen großen Schüttgut- und OBO-Schiffen des Typs Mercedes am Zeitchartermarkt.

### 1980er-Jahre bis heute
Während eines Ratentiefs zu Beginn der 1980er-Jahre erwarb Belships mit Partnern in kurzer Zeit eine Reihe von Handysize-Bulkschiffen. Die Zukäufe war mit einem großen Risiko verbunden, da sie die Kapitaldecke des Unternehmens bis zur Grenze ausschöpften, wurden aber bald durch steigende Raten belohnt. Die Zukäufe hatten das Unternehmen jedoch stärkeren Währungsrisiken ausgesetzt, als zunächst von der Führung angenommen, was zu einem Aktien-Kaufangebot führte, auf das aber schließlich nur fünf Prozent der Anteilseigner eingingen. Bis Mitte der 1990er-Jahre partizipierten Reederei und Western Bulk Carriers von der steigenden Ratenentwicklung im Handysize-Segment und bauten im Lauf der 1990er-Jahre ihre Beteiligung an Produktentankern und Panamax-Schiffen aus.
Bis 2018 wirkten die Enkel der Lorentzen-Brüder an der Unternehmensführung mit.

## Die Schiffe der Reederei Belships (Auswahl)
| Schiffstyp          | Name                                                | Baujahr | Tragfähigkeit (tdw) | Bereederungszeit              |
| Dampfer             | Belgot                                              | 1920    | 3400                | 1920–1929                     |
| Dampfer             | Belfri                                              | 1921    | 3400                | 1921–1934                     |
| Motorschiff         | Beldis                                              | 1924    | 3440                | 1924–1936                     |
| Motorschiff         | Belnor                                              | 1926    | 3940                | 1926–1956                     |
| Motorschiff         | Belray                                              | 1926    | 4904                | 1926–1959                     |
| Motorschiff         | Belpareil                                           | 1926    | 10.282              | 1926–1965                     |
| Motorschiff         | Beljeanne                                           | 1926    | 10.282              | 1926–1937                     |
| Motorschiff         | Belmoira                                            | 1928    | 4518                | 1928–1940                     |
| Motorschiff         | Belpamela                                           | 1928    | 4518                | 1928–1947                     |
| Dampfer             | Beldagny                                            | 1930    | 7100                | 1933–1938                     |
| Turbinenschiff      | Beljeanne                                           | 1946    | 10.330              | 1947–1964                     |
| Dampfer Motorschiff | Christen Smith Belforest                            | 1947    | 7420                | 1947–1968 1968–1972           |
| Motorschiff         | Belocean                                            | 1947    | 9830                | 1947–1968                     |
| Dampfer             | Belevelyn                                           | 1948    | 7850                | 1948–1954                     |
| Motorschiff         | Belbetty                                            | 1949    | 5100                | 1949–1969                     |
| Dampfer             | Belfri                                              | 1943    | 10.650              | 1949–1960                     |
| Motorschiff         | Belkarin                                            | 1954    | 6758                | 1954–1972                     |
| Motortankschiff     | Belfast                                             | 1955    | 19.004              | 1955–1970                     |
| Motorschiff         | Bellis Bellully                                     | 1955    | 7000                | 1955–1967 1967–1970           |
| Motorschiff         | Belevelyn                                           | 1957    | 7000                | 1957–1972                     |
| Motorschiff         | Bellully                                            | 1957    | 13.400              | 1957–1959                     |
| Motortanker         | Belstar                                             | 1958    | 15.350              | 1958–1964                     |
| Motorschiff         | Belnor                                              | 1959    | 15.260              | 1959–1968                     |
| Motorschiff         | Belvera                                             | 1959    | 15.250              | 1957–1967                     |
| Motortanker         | Belfri                                              | 1951    | 24.700              | 1962–1969                     |
| Motorschiff         | Belisland                                           | 1963    | 15.300              | 1963–1970                     |
| Motortanker         | Belmaj                                              | 1964    | 50.210              | 1964–1971                     |
| Motorschiff         | Belnippon                                           | 1964    | 6150                | 1964–1973                     |
| Motorschiff         | Belcargo                                            | 1966    | 17.700              | 1966–1973                     |
| Motorschiff         | Belblue                                             | 1968    | 18.420              | 1968–1975                     |
| Motorschiff         | Belocean                                            | 1968    | 17.900              | 1968–1975                     |
| Motorschiff         | Belnor                                              | 1971    | 37.800              | 1971–1977                     |
| Motorschiff         | Belstar                                             | 1972    | 37.800              | 1972–1988                     |
| Motorschiff         | Belobo                                              | 1974    | 78.080              | 1974–1985                     |
| Turbinentanker      | Belfri                                              | 1975    | 311.440             | 1975–1976                     |
| Motorschiff         | Belcargo                                            | 1975    | 108.700             | 1974–1994                     |
| Motorschiff         | Belnor Stove Campbell Western Bell                  | 1977    | 38.050              | 1983–1986 1986–1987 1987–1987 |
| Motorschiff         | Belwood                                             | 1985    | 39.240              | 1985–1993                     |
| Motorschiff         | Beltimber                                           | 1985    | 39.260              | 1985–1993                     |
| Motorschiff         | Belforest                                           | 1985    | 39.220              | 1985–1993                     |
| Motorschiff         | Jessie Stove                                        | 1972    | 110.340             | 1986–1988                     |
| Motorschiff         | Norbella Western Traveller Western Trust            | 1982    | 45.508              | 1986–1995 1995–1996 1997–1997 |
| Motorschiff         | Western Tiger                                       | 1984    | 37.180              | 1987–2000                     |
| Motorschiff         | Western Avenir                                      | 1984    | 36.995              | 1989–1995                     |
| Motorschiff         | Western Trial                                       | 1974    | 38.410              | 1989–1991                     |
| Motorschiff         | Western Leopard                                     | 1984    | 34.607              | 1989–1992                     |
| Motorschiff         | Western Friend                                      | 1982    | 45.526              | 1989–1996                     |
| Motorschiff         | Western Lion                                        | 1984    | 34.607              | 1990–1992                     |
| Motorschiff         | Belisland Western Key                               | 1985    | 42.083              | 1990–1995 1995–1999           |
| Motorschiff         | Western Bell                                        | 1991    | 42.004              | 1991–1996                     |
| Motorschiff         | Belstar                                             | 1992    | 43.419              | 1992–2001                     |
| Motortanker         | Belgrace                                            | 1984    | 43.534              | 1993–2004                     |
| Motorschiff         | Western Shore                                       | 1984    | 43.296              | 1993–1996                     |
| Motorschiff         | Western Ocean                                       | 1995    | 47.460              | 1995–1995                     |
| Motorschiff         | Western Tide                                        | 1995    | 45.406              | 1995–2003                     |
| Motorschiff         | Belanja                                             | 1995    | 28.840              | 1995–1998                     |
| Motortanker         | Magnolia                                            | 1983    | 84.656              | 1995–2001                     |
| Motorschiff         | Belnor                                              | 1996    | 47.369              | 1996–2007                     |
| Motorschiff         | Western Transporter                                 | 1996    | 45.402              | 1996–2001                     |
| Motortanker         | Beltrader                                           | 1983    | 40.520              | 1996–1999                     |
| Motorschiff         | Western Orion                                       | 1996    | 47.639              | 1996–2001                     |
| Motorschiff         | Western Ondina Ondina                               | 1996    | 47,639              | 1996–2004 2004–               |
| Motorschiff         | Super Adventure IVS Super Adventure Super Adventure | 1996    | 28.630              | 1996–2002 2002–2003 2003–     |
| Motorschiff         | Super Challenge IVS Super Challenge Super Challenge | 1996    | 28.581              | 1996–2002 2002–2003 2003–     |
| Motorschiff         | Belmaj                                              | 1990    | 149.519             | 1997–2003                     |
| Gastanker           | Yarrow                                              | 1982    | 7500                | 1997–1998                     |
| Motorschiff         | Western Iris                                        | 1998    | 42.556              | 1998–2004                     |
| Motorschiff         | Western Island                                      | 1998    | 42.556              | 1998–2004                     |
| Motorschiff         | Western Opal Stove Tradition                        | 1998    | 46.223              | 1998–2001 2001–               |
| Motorschiff         | Western Olivin Stove Transport                      | 1998    | 46.223              | 1998–2001 2001–               |
| Motorschiff         | Belguardian                                         | 1987    | 43.435              | 1998–2005                     |
| Motorschiff         | Western Onyx Stove Campbell                         | 1999    | 46.223              | 1999–2001 2001–               |
| Motorschiff         | Western Obelisk Stove Trader                        | 1999    | 46.223              | 1999–2001 2001–               |
| Motorschiff         | Lake Harumi                                         | 2006    | 55.699              | -2007                         |
| Motorschiff         | Virana                                              | 1979    | 42.424              | -2007                         |
| Motorschiff         | Bulkavenir                                          | 2002    | 50.399              | -2007                         |
| Motorschiff         | Cypress Pass                                        | 1988    | 12.763              | 2007–2008                     |
| Motorschiff         | Triton Osprey                                       | 2007    | 81.448              | -2007                         |